# Pidberessja
Pidberessja (ukrainisch Підбереззя; russisch Подберезье Podberesje, polnisch Podberezie) ist ein Dorf in der Westukraine mit etwa 1000 Einwohnern (2001).
Der Ort liegt östlich des Flusses Strypa (Стрипа) im Rajon Luzk der Oblast Wolyn, etwa 10 Kilometer westlich der ehemaligen Rajonshauptstadt Horochiw und 54 Kilometer südwestlich der Oblasthauptstadt Luzk.

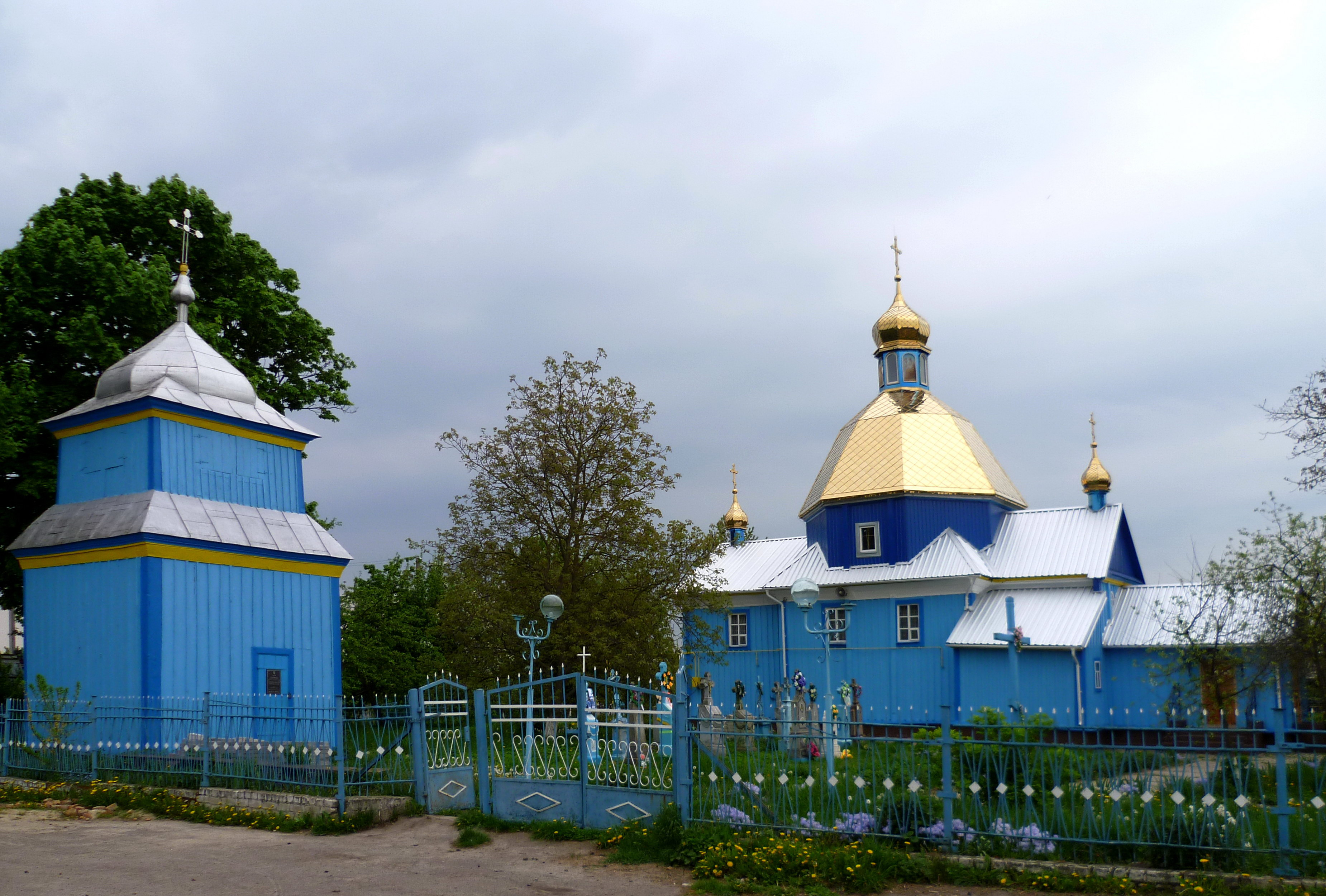
Kirche im Ort

## Geschichte
Der Ort wird 1629 zum ersten Mal schriftlich erwähnt und gehörte bis 1793 zur Woiwodschaft Wolhynien in der Adelsrepublik Polen-Litauen. Mit den Teilungen Polens fiel der Ort an das Russische Reich und lag dort bis zum Ende des Ersten Weltkriegs im Gouvernement Wolhynien.
Nach dem Ersten Weltkrieg kam der Ort zu Polen (in die Woiwodschaft Wolhynien, Powiat Horochów, Gmina Podberezie). Im Zweiten Weltkrieg wurde er zwischen 1939 und 1941 von der Sowjetunion besetzt. Nach dem Überfall auf die Sowjetunion im Juni 1941 wurde er bis 1944 von Deutschland besetzt, dies gliederte den Ort in das Reichskommissariat Ukraine in den Generalbezirk Brest-Litowsk/Wolhynien-Podolien, Kreisgebiet Gorochow.
Nach dem Krieg wurde der Ort der Sowjetunion zugeschlagen. Dort kam das Dorf zur Ukrainischen SSR und seit 1991 ist es ein Teil der unabhängigen Ukraine.
Am 12. Juni 2020 wurde das Dorf ein Teil neu gegründeten Stadtgemeinde Horochiw, bis dahin bildete der Ort die Landratsgemeinde Pidberessja (Підберезівська сільська рада/Pidberesiwska silska rada) im Nordwesten des Rajons Horochiw.
Am 17. Juli 2020 wurde der Ort Teil des Rajons Luzk.